# María del Carmen Cuesta Rodríguez
María del Carmen Cuesta Rodríguez, conocida con el apodo de la Peque (Madrid, 23 de diciembre de 1922 - Valencia, 16 de octubre de 2010), fue una activista republicana represaliada por el franquismo. Militante de las Juventudes Socialistas Unificadas (JSU), estaba incluida en el expediente de Las Trece Rosas. Separada de la instrucción por su corta edad, fue condenada a 12 años de cárcel y al destierro.

## Trayectoria
Nació en Madrid en el seno de una familia acomodada y progresista, su padre era Alfonso Cuesta Santamaría y su madre, natural de Sama, Luz Rodríguez Canga. Tenía una hermana mayor que se llamaba Ángela y un hermano. Siendo aún una niña, en un viaje a Asturias con su madre, fue testigo de la violenta represión de las huelgas de los mineros, lo que influyó en su toma de conciencia política.
En 1936, alentada por su padre, inició estudios de dibujo en el antiguo Instituto Reus de la Puerta del Sol, con el pintor y cartelista José Bardasano Baos. Allí conoció a la que sería su mejor amiga, Virtudes González García, y su compañero Valentín Ollero Paredes. En julio de 1937, en plena guerra civil, siguiendo el ejemplo de su amiga, se afilió a las Juventudes Socialistas Unificadas, sin haber cumplido quince años. Recibió formación en el Comité Provincial de Madrid (Sector Oeste) y fue designada responsable de la sección «Cometas», que tenía cuidado de los hijos de familias obreras, a las órdenes de Eugénio Mesón Gómez.
El 28 de marzo de 1939, la Segunda República Española había perdido la guerra y las tropas franquistas ocuparon Madrid. Los falangistas fueron a casa de Cuesta Rodríguez con la orden de detener a su padre, militante del Partido Comunista de España, pero no lo encontraron y la retuvieron a ella, hasta que el padre se entregó. Fue fusilado en noviembre de 1939.
La captura del militante José Pena Brea el día 11 de mayo de 1939 y su posterior confesión bajo tortura, propició la detención de casi todos los militantes de las JSU, entre las que estaban Cuesta Rodríguez, su madre, su hermana Angelita (exculpada una semana más tarde) y Virtudes González García. Trasladadas a la Dirección General de la Policía Urbana de la calle de Jorge Juan de Madrid, fueron vejadas y sometidas a durísimos interrogatorios, antes de ser internadas en la cárcel de mujeres de Ventas. Allí coincidió en la galería de menores con Victoria Muñoz, que dormía a su lado, Adelaida Abarca Izquierdo, Ana López Gallego y Martina Barroso.
El 29 de julio de 1939, cuatro guerrilleros atentaron contra el vehículo del comandante de la Guardia Civil Eugenio Isaac Gabaldón Irurzun, que viajaba con su hija y el conductor, provocando la muerte de los tres. Este hecho desencadenó una gran represalia contra los militantes de las JSU. En consejo de guerra urgente y sumarísimo se sentenciaron a muerte cincuenta y seis personas, incluso algunas que, estando ya encarceladas, no habían podido tener ninguna relación ni participación en el atentado.
La madrugada del 5 de agosto de 1939, Cuesta, que por razones de edad había sido separada de la causa, fue testigo de la «saca» de Victoria Muñoz, Ana López, Martina Barroso, su amiga Virtudes y demás compañeras, que fueron fusiladas, junto con cuarenta y tres hombres, en las tapias del Cementerio de la Almudena.
En enero de 1940 su expediente fue incorporado a la causa 55.047 y, junto con Argimiro Hompapdena, Ana Hidalgo y María del Carmen Vives, fue condenada a doce años y un día de prisión, iniciando un largo periplo por las cárceles españolas: las Oblatas de Tarragona, la Prisión de Les Corts de Barcelona, Gerona, Santander y Ocaña. En marzo de 1944 le fue conmutada la pena de prisión por el destierro.
Al recuperar la libertad, intentó rehacer su vida en Valencia, con su hermana y su madre, que también había sido encarcelada. Cuesta se casó y tuvo cuatro hijas. Nunca renunció a sus ideales y continuó militando en el Partido Comunista de España (PCE) en la clandestinidad.
Murió en Valencia, el 16 de octubre de 2010 a la edad de 87 años.

## Memoria histórica
- En 1985 fue entrevistada por Tomasa Cuevas para el libro Cárcel de mujeres (1939 a 1985).

- En 2004 colaboró con el periodista y escritor Carlos Fonseca en la publicación de Trece Rosas Rojas , y con Verónica Vigil y José María Almela en el documental Que mi nombre no se borre de la historia.

- En 2007 Emilio Martínez-Lázaro obtuvo cuatro Premios Goya y catorce nominaciones por la película Las 13 Rosas, siendo una de ellas para la joven actriz Nadia de Santiago, que interpretaba el personaje de María del Carmen Cuesta.[10]

- En diciembre de 2007 se presentó la exposición itinerante y el libro Presas de Franco que visualizaba la experiencia penitenciaria femenina en las cárceles franquistas,[11] y también varias exposiciones fotográficas en recuerdo de la Prisión de las Ventas, desaparecida a finales de los años sesenta.[12]

- En 2010 fue uno de los testigos preferentes del historiador Fernando Hernández Holgado en su tesis doctoral La prisión militante. Las cárceles franquistas de mujeres de Barcelona y Madrid (1939-1945).[13]